# Chi Ngũ mạc
Chi Ngũ mạc (danh pháp khoa học: Pentaphylax) là một chi thực vật có hoa trong họ Pentaphylacaceae.

## Loài
Chi Pentaphylax gồm các loài: